# John Stockton
John Houston Stockton (Spokane, Washington, 26 de marzo de 1962) es un exjugador de baloncesto estadounidense cuya trayectoria profesional, entre 1984 y 2003 transcurrió íntegramente en el equipo Utah Jazz de la NBA. Con 1,85 metros de altura, está considerado uno de los mejores bases de la historia del baloncesto. Posee el récord de la NBA de asistencias y robos de balón con unos márgenes muy holgados. 
Es padre de los también jugadores de baloncesto Michael Stockton, David Stockton y Laura Stockton.

## Trayectoria deportiva

### Inicios
Nacido en Spokane, en el estado de Washington, y con ascendencia irlandesa, suiza y alemana, se graduó en el instituto en 1980 y se unió a la Universidad Gonzaga, promediando 20.9 puntos por partido. 

### Universidad
Jugó durante 4 años en la Universidad de Gonzaga, en su ciudad natal. En su última temporada, promedió 20,9 puntos y 7,2 asistencias por partido, lo que le garantizaba un buen puesto en el draft. En 1984, Stockton fue elegido en la 16.ª posición del draft por Utah Jazz.

### Profesional

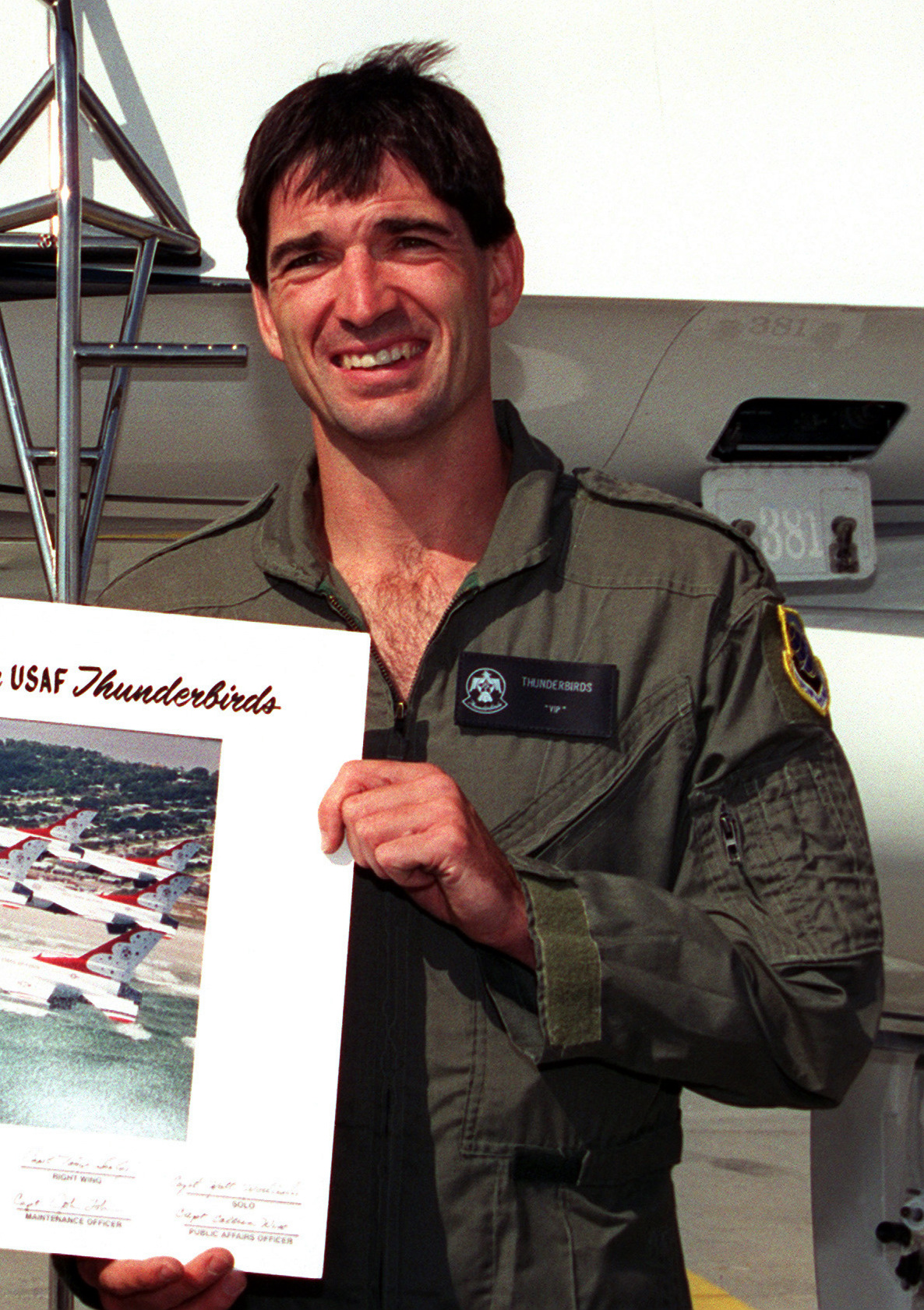
John Stockton es ganador de 2 medallas de oro en Juegos Olímpicos, en Barcelona (1992) y Atlanta (1996).

John Stockton promedió una media de doble-doble, con 13,1 puntos y 10,5 asistencias por partido.
Tiene el récord de la NBA de asistencias (15.806) con un considerable margen y también el de robos (3.265) esta en cinco de las seis mejores temporadas en el ranking de asistencias en una sola temporada (la otra está en manos de Isiah Thomas). Posee uno de los récords con el mayor número de temporadas jugadas y partidos consecutivos jugados con un mismo equipo, y es el cuarto jugador que más partidos ha jugado, solo por detrás de Kareem Abdul-Jabbar, Robert Parish y Dirk Nowitzki.  Para dar una idea, jugó en 34 partidos en los que promedió 20 o más asistencias.
Tiene el promedio más alto de asistencias por partido en una temporada (14,5 en la 1989-90) y un récord personal de 28 en un solo encuentro. Fue 10 veces All Star y también formó parte del Dream Team, que ganó el oro en Barcelona 92.
Stockton jugó en 10 partidos de All-Star, y fue nombrado co-MVP del partido en 1993 celebrado en Salt Lake City, Utah, con su compañero de equipo en los Jazz, Karl Malone.
Fue elegido dos veces como miembro del equipo ideal de la NBA y del segundo mejor equipo seis veces. También fue seleccionado cinco veces como miembro del segundo mejor equipo defensivo.
Está considerado como uno de los cincuenta mejores jugadores de la NBA. Su carrera tuvo un momento cumbre cuando en el sexto partido de la final de la conferencia oeste marcó el triple que les dio la victoria sobre los Houston Rockets. Esto llevó a los Jazz a su primera final de la NBA.
Fue elegido por los Utah Jazz en 1984 con el número 16 del draft de la NBA. Tras 3 temporadas en el banquillo comenzó a despuntar como uno de los mejores bases de la NBA. De ese modo formó una larga y exitosa asociación con el ala-pívot Karl Malone, que los llevó a rozar el anillo en 1997 y en 1998, que en ambos casos perdieron ante los Bulls de Michael Jordan. Durante muchos años, él y Malone fueron la pareja de moda de los Jazz. Tienen el récord de partidos jugados juntos como compañeros de equipo con 1.412 apariciones. Muchas de las asistencias de Stockton eran pases a Malone. Su principal cualidad era la visión de juego, y una lectura perfecta de cualquier situación en la pista. Su físico estaba bastante alejado de lo común en un jugador de la NBA, y a menudo se dijo de él que tenía más aspecto de oficinista que de deportista de élite. A pesar de todo jugó 19 temporadas en la NBA de la que se retiró en el año 2003 a los 41 años y aún jugando al máximo nivel.
Fue elegido como uno de los 50 mejores jugadores de la historia en el NBA All-Star-Game celebrado en la ciudad de Cleveland en 1997.
Stockton se ganó la etiqueta de jugador de "la vieja escuela" debido a su juego físico, su uniforme con pantalones muy cortos, su vestuario sencillo fuera de la pista y su comportamiento reservado.
El 2 de mayo de 2003, Stockton anunció su retirada por medio de un comunicado de prensa, en vez de la típica conferencia de prensa. Más tarde, los Jazz le hicieron una celebración y lo homenajearon poniendo su nombre a la calle del Energy Solutions Arena (el estadio de los Jazz). Su número, el 12, fue retirado durante un partido el 22 de noviembre de 2004. Frente al estadio hay una estatua suya acompañando a otra cercana de Malone. Esta fue erigida el 23 de marzo de 2006. Estas estatuas tienen una placa de bronce que conmemora sus logros en común.
Junto a Patrick Ewing, Charles Barkley, Allen Iverson, Dominique Wilkins, Elgin Baylor, Reggie Miller, Pete Maravich y su compañero de equipo Karl Malone, se lo considera uno de los mejores jugadores de la historia que nunca han ganado un anillo.

## Estilo de juego
Stockton estaba considerado el prototipo perfecto de base, era rápido, infatigable y con una visión de juego increíble, además de todo eso, destacaba su habilidad para dar pases, no en vano es el jugador con más asistencias de la historia de la NBA. En base al analista de Grantland, Bill Simmons, Stockton fue el mejor base de la liga en las temporadas 1992-93 y 1993-94.
Sin embargo, pese a todos sus logros y formar una legendaria dupla junto al ala-pívot Karl Malone en los Utah Jazz, Stockton jamás vio recompensados sus esfuerzos con el anillo de campeón, siendo derrotado su equipo en las finales de las temporadas 1996-97 y 1997-98 por los invencibles Chicago Bulls de Michael Jordan, Scottie Pippen, Dennis Rodman, Toni Kukoč y compañía.

## Estadísticas de su carrera en la NBA
|  | Líder de la liga |
|  | Récord NBA       |

### Temporada regular
| Año       | Equipo   | PJ   | PT   | MPP  | %TC  | %3P  | %TL  | RPP | APP  | ROB | TPP | PPP  |
| --------- | -------- | ---- | ---- | ---- | ---- | ---- | ---- | --- | ---- | --- | --- | ---- |
| 1984-85   | Utah     | 82   | 5    | 18.2 | .471 | .182 | .736 | 1.3 | 5.1  | 1.3 | .1  | 5.6  |
| 1985-86   | Utah     | 82   | 38   | 23.6 | .489 | .133 | .839 | 2.2 | 7.4  | 1.9 | .1  | 7.7  |
| 1986-87   | Utah     | 82   | 2    | 22.7 | .499 | .179 | .782 | 1.8 | 8.2  | 2.2 | .2  | 7.9  |
| 1987-88   | Utah     | 82   | 79   | 34.7 | .574 | .358 | .840 | 2.9 | 13.8 | 3.0 | .2  | 14.7 |
| 1988-89   | Utah     | 82   | 82   | 38.7 | .538 | .242 | .863 | 3.0 | 13.6 | 3.2 | .2  | 17.1 |
| 1989-90   | Utah     | 78   | 78   | 37.4 | .514 | .416 | .819 | 2.6 | 14.5 | 2.7 | .2  | 17.2 |
| 1990-91   | Utah     | 82   | 82   | 37.8 | .507 | .345 | .836 | 2.9 | 14.2 | 2.9 | .2  | 17.2 |
| 1991-92   | Utah     | 82   | 82   | 36.6 | .482 | .407 | .842 | 3.3 | 13.7 | 3.0 | .3  | 15.8 |
| 1992-93   | Utah     | 82   | 82   | 34.9 | .486 | .385 | .798 | 2.9 | 12.0 | 2.4 | .3  | 15.1 |
| 1993-94   | Utah     | 82   | 82   | 36.2 | .528 | .322 | .805 | 3.1 | 12.6 | 2.4 | .3  | 15.1 |
| 1994-95   | Utah     | 82   | 82   | 35.0 | .542 | .449 | .804 | 3.1 | 12.3 | 2.4 | .3  | 14.7 |
| 1995-96   | Utah     | 82   | 82   | 35.5 | .538 | .422 | .830 | 2.8 | 11.2 | 1.7 | .2  | 14.7 |
| 1996-97   | Utah     | 82   | 82   | 35.3 | .548 | .422 | .846 | 2.8 | 10.5 | 2.0 | .2  | 14.4 |
| 1997-98   | Utah     | 64   | 64   | 29.0 | .528 | .429 | .827 | 2.6 | 8.5  | 1.4 | .2  | 12.0 |
| 1998-99   | Utah     | 50   | 50   | 28.2 | .488 | .320 | .811 | 2.9 | 7.5  | 1.6 | .3  | 11.1 |
| 1999-2000 | Utah     | 82   | 82   | 29.7 | .501 | .355 | .860 | 2.6 | 8.6  | 1.7 | .2  | 12.1 |
| 2000-01   | Utah     | 82   | 82   | 29.1 | .504 | .462 | .817 | 2.8 | 8.7  | 1.6 | .3  | 11.5 |
| 2001-02   | Utah     | 82   | 82   | 31.3 | .517 | .321 | .857 | 3.2 | 8.2  | 1.9 | .3  | 13.4 |
| 2002-03   | Utah     | 82   | 82   | 27.7 | .483 | .363 | .826 | 2.5 | 7.7  | 1.7 | .2  | 10.8 |
| Total     | Total    | 1504 | 1300 | 31.8 | .515 | .384 | .826 | 2.7 | 10.5 | 2.2 | .2  | 13.1 |
| All-Star  | All-Star | 10   | 5    | 19.7 | .530 | .333 | .667 | 1.7 | 7.1  | 1.6 | .1  | 8.1  |

### Playoffs
| Año   | Equipo | PJ  | PT  | MPP  | %TC  | %3P   | %TL   | RPP | APP  | ROB | TPP | PPP  |
| ----- | ------ | --- | --- | ---- | ---- | ----- | ----- | --- | ---- | --- | --- | ---- |
| 1985  | Utah   | 9   | 0   | 18.6 | .467 | .000  | .743  | 2.8 | 4.3  | 1.1 | .2  | 6.8  |
| 1986  | Utah   | 4   | 0   | 14.3 | .529 | 1.000 | .889  | 1.5 | 3.5  | 1.3 | .0  | 6.8  |
| 1987  | Utah   | 5   | 2   | 31.4 | .621 | .800  | .729  | 2.2 | 8.0  | 3.0 | .2  | 10.0 |
| 1988  | Utah   | 11  | 11  | 43.5 | .507 | .286  | .824  | 4.1 | 14.8 | 3.4 | .3  | 19.5 |
| 1989  | Utah   | 3   | 3   | 46.3 | .508 | .750  | .905  | 3.3 | 13.7 | 3.7 | 1.7 | 27.3 |
| 1990  | Utah   | 5   | 5   | 38.8 | .420 | .077  | .800  | 3.2 | 15.0 | 1.2 | .0  | 15.0 |
| 1991  | Utah   | 9   | 9   | 41.4 | .537 | .407  | .841  | 4.7 | 13.8 | 2.2 | .2  | 18.2 |
| 1992  | Utah   | 16  | 16  | 38.9 | .423 | .310  | .833  | 2.9 | 13.6 | 2.1 | .3  | 14.8 |
| 1993  | Utah   | 5   | 5   | 38.6 | .451 | .385  | .833  | 2.4 | 11.0 | 2.4 | .0  | 13.2 |
| 1994  | Utah   | 16  | 16  | 37.3 | .456 | .167  | .810  | 3.3 | 9.8  | 1.7 | .5  | 14.4 |
| 1995  | Utah   | 5   | 5   | 38.6 | .459 | .400  | .765  | 3.4 | 10.2 | 1.4 | .2  | 17.8 |
| 1996  | Utah   | 18  | 18  | 37.7 | .446 | .289  | .814  | 3.2 | 10.8 | 1.6 | .4  | 11.1 |
| 1997  | Utah   | 20  | 20  | 37.0 | .521 | .380  | .856  | 3.9 | 9.6  | 1.7 | .3  | 16.1 |
| 1998  | Utah   | 20  | 20  | 29.8 | .494 | .346  | .718  | 3.0 | 7.8  | 1.6 | .2  | 11.1 |
| 1999  | Utah   | 11  | 11  | 32.0 | .400 | .333  | .739  | 3.3 | 8.4  | 1.6 | .1  | 11.1 |
| 2000  | Utah   | 10  | 10  | 35.0 | .461 | .389  | .767  | 3.0 | 10.3 | 1.3 | .2  | 11.2 |
| 2001  | Utah   | 5   | 5   | 37.2 | .459 | .000  | .714  | 5.6 | 11.4 | 2.0 | .6  | 9.8  |
| 2002  | Utah   | 4   | 4   | 35.3 | .450 | .286  | .923  | 4.0 | 10.0 | 2.8 | .3  | 12.5 |
| 2003  | Utah   | 5   | 5   | 29.8 | .462 | .000  | 1.000 | 3.2 | 5.2  | 1.6 | .2  | 11.2 |
| Total | Total  | 182 | 165 | 35.2 | .473 | .326  | .810  | 3.3 | 10.1 | 1.9 | .3  | 13.4 |

## Logros personales
Universidad
- Jugador del Año de la WCC (1984)

NBA
- 2 veces en el mejor quinteto de la NBA
- 6 veces en el 2.º mejor quinteto de la NBA
- 3 veces en el 3.er mejor quinteto de la NBA
- 5 veces en el mejor quinteto defensivo de la NBA
- 10 veces All-Star (1989–1997, 2000)
- 9 veces Líder en asistencias de la NBA (1987-1996)
- Máximo asistente de la historia de la NBA (15.806)
- Máximo recuperador de balones de la historia de la NBA (3.265)
- Elegido uno de los 50 mejores jugadores de la historia de la NBA (1996)
- Miembro del Basketball Hall of Fame (2009)
- Elegido en el Equipo del 75 aniversario de la NBA (2021)

Selección
- 2 Medallas de oro olímpica (1992 y 1996)

### Partidos ganados sobre la bocina
|      | con Utah Jazz                |
| (PO) | Denota un partido de PlayOff |

| Número | Tiro               | Margen | Resultado | Oponente            | Fecha                   |
| ------ | ------------------ | ------ | --------- | ------------------- | ----------------------- |
| 1      | Tiro en suspensión | -1     | 107-108   | Chicago Bulls       | 15 de noviembre de 1989 |
| 2      | Tiro de tres       | -1     | 89-87     | Cleveland Cavaliers | 21 de diciembre de 1995 |
| 3      | Tiro en suspensión | Empate | 92-94     | Miami Heat          | 8 de enero de 1996      |
| 4 (PO) | Tiro de tres       | Empate | 103-100   | Houston Rockets     | 29 de mayo de 1997      |

## Vida personal

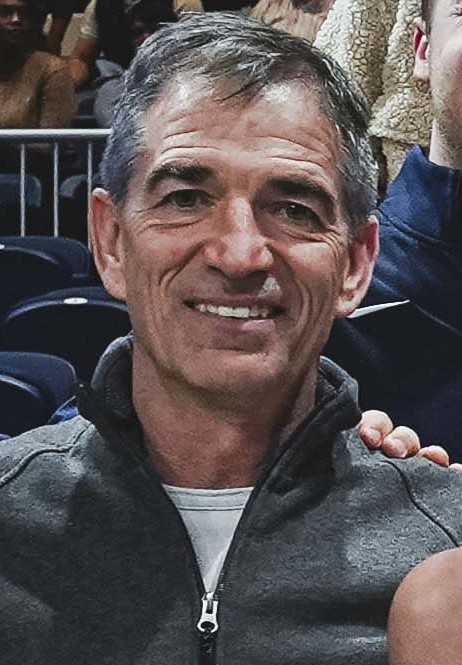
Stockton en 2022.

Él y su mujer, Nada Stepovich (hija de Matilda y Michael Anthony Stepovich, el penúltimo gobernador territorial de Alaska) tienen dos hijas, Lindsay y Laura, y cuatro hijos, Houston, Michael, David y Samuel. Todos son católicos devotos.